# Cassandra Wilson
Cassandra Wilson (Jackson, Misisipi, 4 de diciembre de 1955) es una cantante estadounidense de jazz que se convirtió en una de las primeras voces del jazz femenino en los años noventa. Su estilo es la fusión.

## Carrera
Empezó a tocar el piano y la guitarra a los nueve años y trabajó como vocalista a mediados de los setenta, interpretando una amplia gama de material. Tras un año en Nueva Orleans, Wilson se trasladó a Nueva York en 1982 y empezó a trabajar con Dave Holland y Abbey Lincoln. Tras conocer a Steve Coleman, se convirtió en la principal vocalista del M-Base Collective. Aunque no había realmente sitio para una cantante en los conjuntos de free funk, realizó un buen trabajo en la medida de sus posibilidades. Trabajó con New Air y grabó su primer disco como líder en 1985. Al alcanzar su tercera grabación, protagonizada por estándares, sonaba un poco parecida a Betty Carter. Tras unos discos sin excesiva repercusión, Cassandra cambió de dirección e interpretó un programa acústico de tipo blusístico para Blue Note llamado Blue Light 'Til Dawn. Siguiendo la estela de este trabajo, con el que Wilson había encontrado su estilo, siguió interpretando música de fusión plenamente creativa, entre jazz, el blues, el country y la música folk, y ha llegado incluso a aproximarse a las técnicas del hip hop en su trabajo de 2006 Thunderbird.

## Discografía

### Como líder
(Las referencias destacadas en negrita son consideradas esenciales por la crítica)
- 1985: Songbook	 	JMT

- 1985: Point of View		JMT

- 1987: Days Aweigh	Winter & Winter

- 1988: Blue Skies		JMT

- 1989: Jumpworld	JMT

- 1990: She Who Weeps		JMT

- 1991: Live	Polygram

- 1991: After the Beginning Again	Polygram

- 1992: Dance to the Drums Again	 	DIW/Columbia

- 1993: Blue Light Til Dawn	Blue Note

- 1995: New Moon Daughter Blue Note

- 1998: Blue Moon Rendezvous	 	EMI

- 1999: Traveling Miles	Blue Note

- 2002: Belly of the Sun	Blue Note

- 2002: Sings Standars

- 2003: Glamoured	Blue Note

- 2006: Thunderbird	Blue Note

- 2008: Loverly Blue Note

- 2010: Silver Pony Blue Note

- 2012: Another Country eOne

- 2015: Coming forth by day

Compilaciones
- Love Phases Dimensions: From the JMT Years (2004, Edel)
- Closer to You: The Pop Side (2009, Blue Note)
- Moonglow (con Jim De Angelis & Tony Signa, 2014, Audiophile)[12]

### Como sidewoman o vocalista invitada
(generalmente para uno o dos temas)
Con Steve Coleman
- Motherland Pulse (1985, JMT)
- On the Edge of Tomorrow (1986, JMT)
- World Expansion (1987, JMT)
- Sine Die (1988, Pangaea)
- Rhythm People (1990, Novus/RCA)
- Black Science (1991, Novus)
- Drop Kick (1992, Novus)
- The Ascension to Light (1999, BMG/RCA)

Con Jim DeAngelis/Tony Signa
- Straight from the Top (Statiras, 1986)

Con New Air
- Air Show No. 1 (Black Saint, 1986)

Con Greg Osby
- Season of Renewal (JMT, 1990)

Con Robin Eubanks
- Karma (JMT, 1991)

Con M-Base Collective
- Anatomy of a Groove (1992, Rebel-X/DIW/Columbia)

Con Rod Williams
- Destiny Express (1993, Muse)

Con Dave Holland
- Dream of the Elders (1995, ECM)

Con Courtney Pine
- Modern Day Jazz Stories (1995, Antilles)

Con The Roots
- Do You Want More?!!!??! (1995, DGC/Geffen)
- Illadelph Halflife (1996, DGC/Geffen)

Con Javon Jackson
- A Look Within (1996, Blue Note)

Con David Sánchez
- Street Scenes (1996, Columbia)

Con Steve Turre
- Steve Turre (1997, Verve)

Con Kurt Elling
- The Messenger (1997, Blue Note)

Con Wynton Marsalis
- Blood on the Fields (1997, Columbia)
- Reeltime (1999, Sony)

Con Luther Vandross
- I Know (1998, EMI)

Con Angélique Kidjo
- Oremi (1998, Island)

Con Bill Frisell & Elvis Costello
- The Sweetest Punch (1999, Decca)

Con Regina Carter
- Rhythms of the Heart (1999, Verve)

Con Don Byron
- A Fine Line: Arias & Lieder (2000, Blue Note)

Con Terence Blanchard
- Let's Get Lost (2001, Sony)

Con Olu Dara
- Neighborhoods (2001, Atlantic)

Con Meshell Ndegeocello
- The Spirit Music Jamia: Dance of the Infidel (2005, Shanachie/Universal France)

Con David Murray Black Saint Quartet
- Sacred Ground (2007, Justin Time)

With Charlie Haden Quartet West
- Sophisticated Ladies (2010, EmArcy/Verve)

With Terri Lyne Carrington
- The Mosaic Project (2011, Concord Jazz)

### On special productions
- No Prima Donna, The Songs of Van Morrison (1994, Polydor): "Crazy Love"
- Bob Belden: When Doves Cry: The Music of Prince (1994, Metro Blue): "When Doves Cry"
- Spirit of '73: Rock for Choice (1995, 550 Music/Epic): "Killing Me Softly with His Song"
- Jazz to the World (Christmas) (1995, Blue Note): "The Little Drummer Boy"
- Bob Belden Presents Strawberry Fields (1996, Blue Note): "Come Together", "Strawberry Fields Forever"
- Bob Belden's Shades of Blue (1996, Blue Note): "Joshua Fit de Battle ob Jericho"
- Lounge-A-Palooza (1997, Hollywood): "The Good Life"
- A Tribute to Joni Mitchell (2007, Nonesuch): "For the Roses"

### Soundtracks
(using already issued songs)
- 1994 Jimmy Hollywood: "Let the Good Times Roll"
- 1994 Junior: "I've Got You Under My Skin" and "Little Warm Death"
- 1995 Miami Rhapsody: "How Long Has This Been Going On?"
- 1997 Love Jones: "You Move Me" (see Love Jones (soundtrack))
- 1997 Midnight in the Garden of Good and Evil (film): "Days of Wine and Roses"
- 1997 The Last Time I Committed Suicide: "Country Girl" Javon Jackson with Cassandra Wilson vocals.
- 1998 B. Monkey: "Tupelo Honey"
- 1999 Passions (TV series): "Time After Time"
- 1999 Searching for Jimi Hendrix (TV documentary): "Angel"
- 2001 The Score: "Green Dolphin Street" and "You're About to Give In"
- 2002 Brown Sugar: "Time After Time"
- 2005 Don't Come Knocking: "Lost"
- 2008 My Blueberry Nights: "Harvest Moon"
- 2012 Good Deeds: "Time After Time"
- 2019 True Detective, season 3 (series): "Death Letter"

- Datos: Q239860
- Multimedia: Cassandra Wilson / Q239860